# 蔣子龍
蔣子龍（1941年7月2日—），男，河北沧县人，中國作家。曾任中国作家协会副主席、天津市作家协会主席、天津市文联副主席。是中國文化大革命後的一種文學流派（思潮）的代表人物。《喬廠長上任記》作者。東方文豪獎得獎者。

## 生平
1958，初中毕业考入天津重型机器厂技工学校。1960年，天津锻铸件厂工人。
- 部队经历：1960年参军，考入海军制图训练学校。1960，毕业后任制图员，业余为部队文艺宣传队编写节目，锻炼了写作能力。1962，海军184部队战士。1965年，根据部队生活经历，创作第一篇短篇小说《新站长》。同年复员回原厂。
- 工厂经历：1965，天津重型机器厂厂长办公室秘书，代理车间主任。1974，天津重型机器厂车间党总支副书记、车间副主任。
- 文学经历：1982，天津市作协专业作家、市文联副主席，市作协副主席。1985，中国作协主席团委员，天津市作协副主席，市文联副主席。1987，《天津文学》主编。1996，中国作协第五届副主席，天津市作协主席、党组成员，全国作协第六届副主席。2021年10月，受聘于天津工业大学，担任人文学院院长、蒋子龙文学艺术研究院院长。

## 作品

### 中短篇小说
- 《新站长》1965年小说处女作
- 《机电局长的一天》1976年第1期《人民文学》杂志复刊号
- 《乔厂长上任記》小说集，1979年江苏人民出版社。
- 《蒋子龙短篇小说集》1980中国青年出版社
- 《开拓者》小说集，1981中国青年出版社
- 《赤橙黄绿青蓝紫》中篇小说，1981百花文艺出版社
- 《蒋子龙中篇小说集》1982湖南人民出版社
- 《一个工厂秘书的日记》小说集1982花城出版社
- 《锅碗瓢盆交响曲》中篇小说，1983，百花文艺出版社
- 《燕赵悲歌》小说集1985，中国青年出版社

### 长篇小说
- 《蛇神》，1986，百花文艺出版社
- 《子午流注》1989，中国青年出版社
- 《人气》，1995，作家出版社
- 《空洞》，2001，北京十月文艺出版
- 《农民帝国》，2008，人民文学出版社

### 散文集
- 《慈祥之火》2005新华出版社
- 《一见集》2006中国社会出版社
- 《红豆树下》2016高等教育出版社
- 《人间世笔记》2021，作家出版社

自传
- 《我是蒋子龙》1996团结出版社
- 《蒋子龙文学回忆录》2017广东人民出版社

### 文集
- 《蒋子龙选集》(3卷)1983 百花文艺出版社
- 《蒋子龙文集》8卷，1998華藝出版社出版。
- 《蒋子龙文集》14卷，2013人民文学出版社出版。

## 關聯作品
- 羅石賢，散文《我與蔣子龍的半世情緣》